# La Copechagnière
La Copechagnière ist eine französische Gemeinde im Département Vendée in der Region Pays de la Loire. Sie gehört zum Arrondissement La Roche-sur-Yon und zum Kanton Montaigu-Vendée (bis 2015: Kanton Saint-Fulgent). Die 1.047 Einwohner (Stand: 1. Januar 2022) werden Copechagniérois und Copechagniéroises genannt.

## Geographie
La Copechagnière liegt etwa 43 Kilometer südsüdöstlich von Nantes und etwa 20 Kilometer nordnordöstlich von La Roche-sur-Yon am Flüsschen Bouvreau. Umgeben wird La Copechagnière von den Nachbargemeinden Les Brouzils im Norden und Nordosten, Chauché im Osten und Südosten, Saint-Denis-la-Chevasse im Süden und Westen.

## Geschichte
Bei der Schlacht von Gailas am 11. Januar 1794, gelegen an der heutigen Départementstraße D6 und an der Grenze zu Les Brouzils, besiegten die republikanischen Truppen die royalistischen Aufständischen der Vendée.

## Bevölkerungsentwicklung
| Jahr                      | 1962 | 1968 | 1975 | 1982 | 1990 | 1999 | 2006 | 2012 | 2020 |
| Einwohner                 | 517  | 557  | 573  | 639  | 672  | 672  | 786  | 939  | 1046 |
| Quelle: Cassini und INSEE |      |      |      |      |      |      |      |      |      |